# Lanfains
Lanfains (bret. Lanfeun) – miejscowość i gmina we Francji, w regionie Bretania, w departamencie Côtes-d’Armor.
Według danych na rok 1990 gminę zamieszkiwało 828 osób, a gęstość zaludnienia wynosiła 38 osób/km² (wśród 1269 gmin Bretanii Lanfains plasuje się na 648. miejscu pod względem liczby ludności, natomiast pod względem powierzchni na miejscu 457.).